# Synagoge von Dura Europos
Koordinaten: 34° 44′ 51″ N, 40° 43′ 48″ O

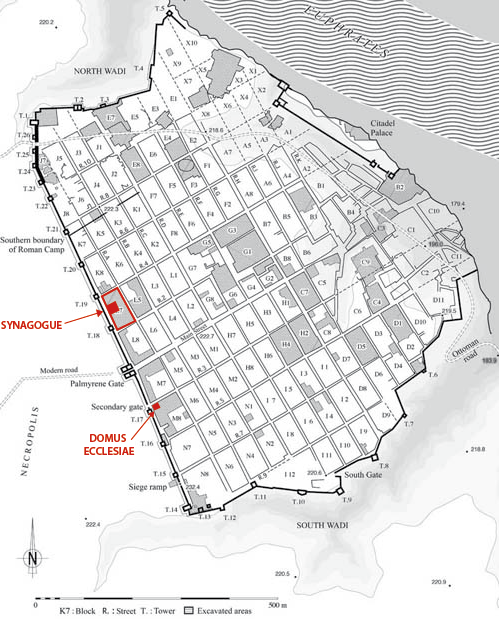
Stadtplan von Dura Europos mit der Lage der Synagoge

Plan nach dem Umbau. Rot: Innenhof und Synagoge, orange: Eingang und Nebenräume

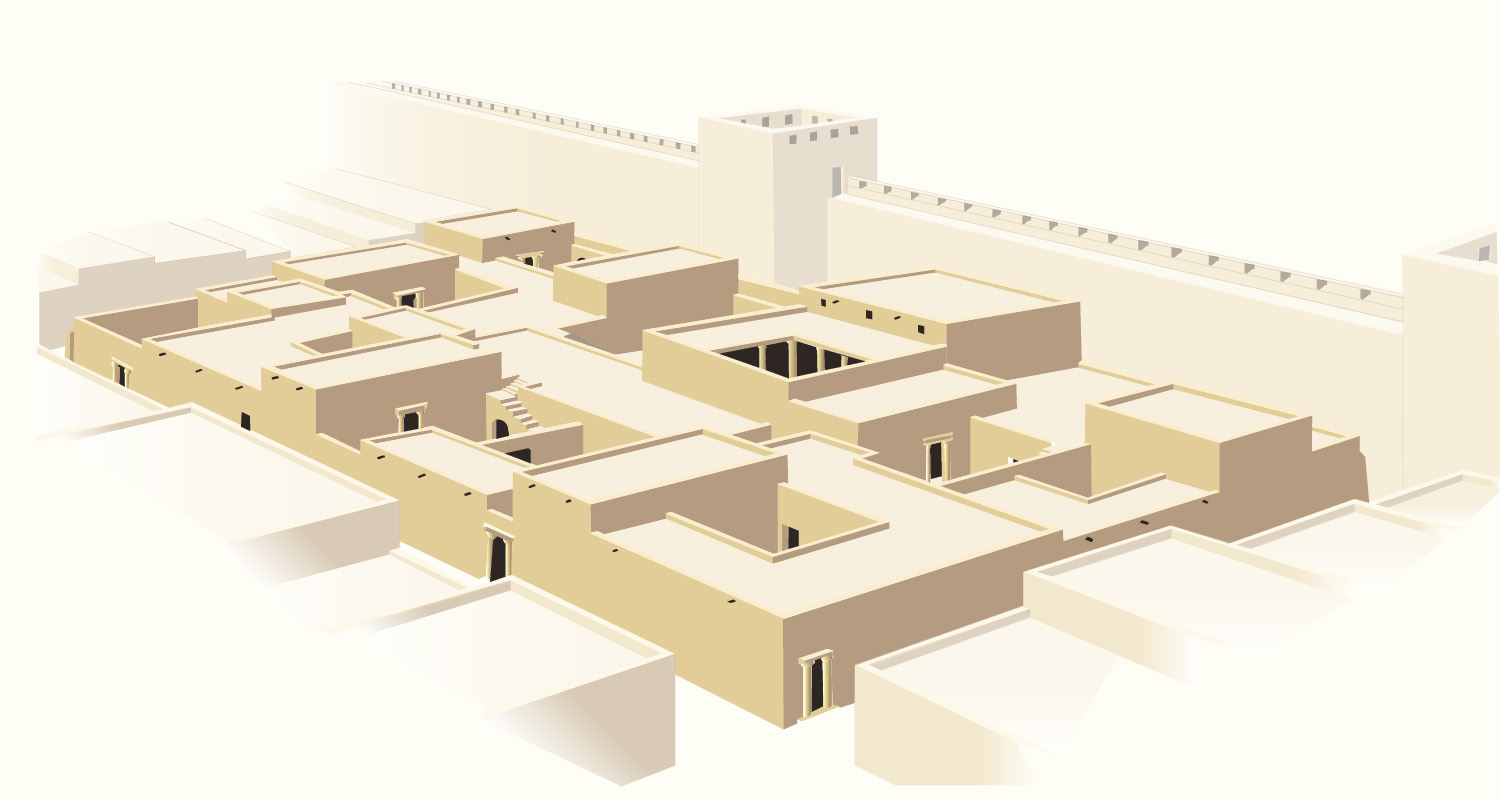
Modellhafte Darstellung

Die Synagoge von Dura Europos lag in Dura Europos, einer antiken Stadt im Osten von Syrien, die im 3. Jahrhundert n. Chr. zum Römischen Reich gehörte. Sie ist von besonderer Bedeutung, da sie die einzige erhaltene Synagoge aus der Antike ist, die vollständig mit figürlichen Wandmalereien dekoriert war. Die Wandmalereien sind heute in einem eigenen Raum im Nationalmuseum Damaskus zu sehen.

## Beschreibung der Synagoge
Die Synagoge von Dura Europos entwickelte sich ebenso wie die wenig südlich gelegene Hauskirche von Dura Europos aus einem Privathaus, das wohl schon im späten 2. Jahrhundert n. Chr. als Gotteshaus genutzt wurde. Das Gebäude wurde nach einigen datierten Ziegeln an der Decke in den Jahren 244/245 umgebaut. 256 zerstörten die Sassaniden die gesamte Stadt. Die Fresken müssen daher in den Jahren dazwischen auf den Putz gemalt worden sein.
Das Haus maß etwa 15 × 8 Meter und hatte einen etwa 10 × 8 Meter großen Anbau. Die Räumlichkeiten gruppierten sich um einen Hof. Der Anbau bestand aus einem Peristyl und dem Versammlungshaus für die Gemeinde. Dieser Versammlungsraum war mit Wandmalereien ausgemalt, die Geschichten aus dem Alten Testament darstellen.
238 n. Chr. hätten die Sassaniden bei einem Angriff beinahe Dura Europos erobert. Unmittelbar vor ihrem Angriff 256, der nach heftiger Gegenwehr der Belagerten erfolgreich war, wurden die Außenmauern erhöht und zu diesem Zweck besonders an der gefährdeten Westseite außen und innen zur Stabilisierung mit Sand und Erde angefüllt. Die Synagoge war direkt an die westliche Umfassungsmauer angebaut und wurde zum großen Teil zugeschüttet. Außen entstand ein Glacis, mit dem die Angreifer auf Distanz gehalten werden sollten, innen musste der Gegendruck ausgeglichen werden. Die Synagoge gehörte zu einer langen Reihe von Gebäuden, die direkt an die Außenmauer angebaut waren. Die Malereien an der Westwand sind nahezu vollständig erhalten, an der Nord- und Südwand etwa zur Hälfte, unterhalb einer Diagonale, die durch den Böschungswinkel gebildet wurde. Etwas besser ist die Nordwand erhalten. Von der nicht überdeckten Ostwand ist nur ein schmaler Streifen am Boden zu beiden Seiten der Eingangstür übriggeblieben.

## Entdeckung
Dura Europos wurde 1922/1923 und nochmals von 1928 bis 1937 von den Historikern James Henry Breasted und Michael Rostovtzeff im Auftrag der Yale University ausgegraben. Die Wandmalereien der Synagoge entdeckte 1932 ein französisch-amerikanisches Team unter der Leitung von Clark Hopkins der Yale University. Sie haben sich hervorragend erhalten, da sie unter der Erdschicht verborgen waren, sie das trockene Wüstenklima vor Ausspülung bewahrte und weil der Ort kurz nach der Eroberung verlassen und nicht mehr neu besiedelt wurde. Die gesamte Synagoge sollte zunächst nach Yale überführt werden, was aber nicht erlaubt wurde. Der damalige Ausgräber, Clark Hopkins, versuchte zumindest einige Szenen nach Yale zu bringen, doch wurde beschlossen, dass die Malereien nach Damaskus gehen.

## Einzelne Szenen

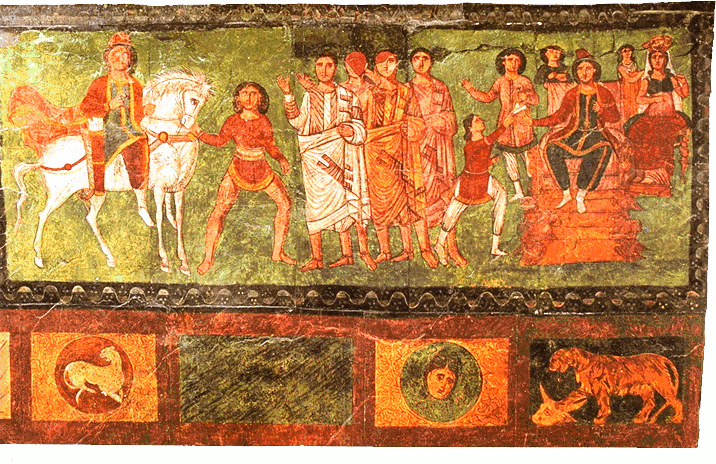
Triumph des Mordechai. Ester und Ahasveros (II. 15)

Die biblischen Erzählungen sind an den Wänden umlaufend in drei Zonen und in einzelne Bildfelder unterteilt, die durch schmale Bänder abgegrenzt werden. Die Malereien stehen teilweise in der Tradition der parthischen Kunst.
Die Malereien sind einmalig, dennoch gibt es Anzeichen, dass es damals noch andere ausgemalte Synagogen gab, obwohl im Judentum ein Bilderverbot besteht, das für den religiösen Bereich gilt. Im Jerusalemer Talmud (Mischnatraktat Avoda sara [Götzendienst] III 3/42a) wird berichtet, dass man um diese Zeit anfing, die Wände von Synagogen zu bemalen und der damalige Rabbi Jochanan dies nicht verhinderte. Aus Apameia Kibotos gibt es Münzen, die unter Septimius Severus geprägt wurden und die Arche Noah zeigen. Die Liste der Darstellungen ist nach dem Vorkommen der entsprechenden Erzählungen im Alten Testament gegliedert.
I. Pentateuch
1. Jakob schaut die Himmelsleiter. Gen 28,10-17 EU Nordwand, oberste Zone. Überwiegend zerstört. Jakob liegt entspannt auf einer Mauer, von der Himmelsleiter schräg hinter ihm ist nur der untere Teil erhalten.
2. Jakobs Segen über seine Enkel Ephraim und Manasse. Gen 48,13-20 EU Westwand, mittlere Zone. Zentrales Bildfeld, unten rechts. Jakob segnet die beiden in Gegenwart von Joseph.
3. Jakob segnet seine Söhne. Gen 49,1-18 EU Westwand, mittlere Zone. Zentrales Bildfeld, unten links. Jakob liegt auf dem Bett, dahinter stehen seine zwölf Söhne, in zwei Gruppen zu je sechs geteilt. Alle sind frontal abgebildet. Sie wurden ans Totenbett gerufen und erhalten letzte Ermahnungen und den Segen.
4. Mose Geburt und Bewahrung. Ex 1,8 EU-Ex 2,9 EU Westwand, unterste Zone, ganz rechts. Das lange Bildfeld zeigt von rechts nach links gelesen drei Szenen: rechts die Stadtmauer mit offenem Tor. Daneben oben: der ägyptische Pharao befiehlt den hebräischen Hebammen Shiphrah und Puah, alle jüdischen männlichen Nachkommen zu töten. Darunter: eine Frau, die ihre Hände ausstreckt. Links: Pharaohs Tochter bemerkt die Arche. Sie steht am Ufer des Nil, zwei Dienstmädchen seitlich von ihr sind an der Rettung von Mose beteiligt. Das Kind Mose wird Jochebed gegeben.
5. Mose und der brennende Dornbusch. Ex 3,1-6 EU Westwand, obere Zone, rechts. Mose steht frontal, die rechte Hand zum Busch an seiner Seite ausgestreckt.
6. Durchquerung des Roten Meeres. Ex 8,21 EU-Ex 14,30 EU Westwand, obere Zone, rechts. Die größte Bildtafel der Synagoge zeigt rechts ein Zinnentor, dann die abreisenden Israeliten, die frontal in einer Reihe stehen, als wenn sie gerade durch das Tor gekommen wären.
7. Mose erhält die Gesetzestafeln. Ex 31,18 EU Westwand, oberste Zone, links. Zeigt Mose von der Seite, der Kopf fehlt.
8. Einweihung der Bundeslade. Westwand, mittlere Zone, zweites Bildfeld von links. Komposition aus verschiedenen Erzählungen aus 2. Mose. Im Zentrum oben der Schrein, darunter eine Menora. Die größte Figur oben rechts ist Aaron, seine auf dem Kopf getragene Tiara zeigt persischen Einfluss.
9. Der Brunnen von Beer. Num 21,16-18 EU Westwand, mittlere Zone, erstes Bildfeld von links. Die Komposition aus verschiedenen Episoden aus dem 2. Buch Mose und 4. Buch Mose zeigt in der Mitte ein Feld, das auf drei Seiten von insgesamt zwölf Zelten umgeben ist (für jeden der zwölf Stämme Israels).

II. Geschichtsbücher
1. Samuel in Silo. 1 Sam 2,1-10 EU-1 Sam 3,1-18 EU Nordwand, mittlere Zone, rechts. Hanna bringt ihren Sohn Samuel nach Silo. Von beiden ist nur der untere Teil auf der rechten Seite einer langen, von Zinnen bekrönten Stadtmauer erhalten.
2. Die Schlacht von Eben-Ezer und die Eroberung der Bundeslade durch die Philister. 1 Sam 4,1-2+11 EU Nordwand, mittlere Zone, links. Auf der rechten Seite ist der Kampf zwischen den Philistern und den Israeliten zu sehen, die zu Pferd gegeneinander stürmen. In der Mitte wird die Arche von mehreren Männern weggetragen, die von Soldaten der Philister flankiert werden.
3. Die Bundeslade im Tempel von Dagon. 1 Sam 5,1-5 EU-1 Sam 6,1-12 EU Westwand, mittlere Zone, erstes Bildfeld rechts. Die Philister bringen die Bundeslade vor den Dagon-Tempel, die Statue des Gottes fällt hinunter. Oben rechts ist der Tempel, in seinem dunklen Innern sind zwei Steinsockel zu sehen, die als Altäre oder Statuensockel gedeutet werden.
4. Die Salbung von David. 1 Sam 16,13 EU Westwand, unterste Zone, rechts des Toraschreins. Links steht groß Samuel, der Öl auf den Kopf von David tropfen lässt. Dieser steht im Vordergrund inmitten seiner Brüder.
5. David und Saul in der Wildnis von Ziph. 1 Sam 26,2-25 EU Ostwand, unterste Zone, links. Von der linken Hälfte ist der untere Teil erhalten. Eine Reiterarmee bewegt sich nach rechts.
6. David, König von ganz Israel. 2 Sam 5,1-5 EU Westwand, oberste Zone, mittleres Bildfeld. Das mehrfach übermalte Bild stellt den zentralen Blickpunkt über dem Toraschrein dar.
7. Transport der Bundeslade in den Jerusalemer Tempel. 2 Sam 6,12-15 EU und 1 Kön 8,1-11 EU Südwand, mittlere Zone, rechts. Weniger als die Hälfte erhalten.
8. Stadt Jerusalem und der Tempel. 2 Sam 5,9 EU und 1 Kön 6 EU Westwand, mittlere Zone, erstes Bildfeld rechts der Mitte. Das einzige Gemälde ohne menschliche Figuren zeigt Mauern und die Säulenfassade des Tempels.
9. Die Salbung von Salomo. 1 Kön 1,34-39 EU Westwand, oberste Zone, erstes Bildfeld von links. Schlecht erhalten, es sind nur einige männliche Figuren bis zu den Knien zu sehen.
10. Salomo und die Königin von Saba. 1 Kön 10,1-13 EU Westwand, oberste Zone, zweites Bildfeld von links. Rechts sind von einem sechsstufigen Thron nur die unteren Stufen erhalten, der sitzende Salomo fehlt. Der Thron trägt eine Inschrift.
11. Ahab und Elija. 1 Kön 17,1-3 EU Südwand, unterste Zone, ganz links. Es ist nichts außer zwei Füßen erhalten.
12. Elija bei Kerit und Zarephath. 1 Kön 14,5-16 EU Südwand, unterste Zone, zweites Bildfeld von links. Die untere rechte Hälfte ist erhalten. Elija begegnet der Witwe bei Zarephath, bittet sie, von ihrem letzten Mehl und Öl Brot zu backen. Das Brot vermehrt sich wundersam, solange die Dürre die Stadt plagt.
13. Elija erweckt den Sohn der Witwe wieder zum Leben. 1 Kön 17,19-23 EU Westwand, unterste Zone, drittes Bildfeld von links. Es ist die Fortsetzung der Geschichte in Zarephath. Auf der linken Seite steht die Witwe, die ihr totes Kind ausstreckt, um es Elija zu geben.
14. Elija und die Propheten des Baal auf dem Berg Karmel. 18,21–46 EU Südwand, untere Zone, drittes und viertes Bildfeld von links. In der ersten Szene steht in der Mitte der Opferaltar mit dem Ochsen darauf in der Erwartung, dass Feuer vom Himmel fällt. Auf jeder Seite des Altars stehen vier Propheten in griechischen Gewändern und halten die Hände nach unten. Die zweite Szene zeigt einen größeren Altar mit drei Propheten zur Linken, die mit einem Arm nach oben zeigen.
15. Triumph des Mordechai. Est 6,11 EU, Ester und Ahasveros. Westwand, untere Zone, zweites Bildfeld von links. Auf der linken Seite des langen Bildes sitzt Mordechai quer auf einem Pferd, das von König Haman geführt wird. Sie bewegen sich auf eine Gruppe von vier Männern zu, die ihre Hände in zujubelnder Geste erheben. Rechts sitzt der persische König Ahasveros auf seinem Thron. Er trägt persische Kleidung, eine Mütze und hält ein Schwert in der linken Hand.
16. Mattatias und die Verehrer der heidnischen Götter. 1 Makk 2,15–25 EU Nordwand, untere Zone, rechts. Das Bild zeigt links den Juden, der zur Opferung am Altar gezwungen wird. Er kniet in persischer Kleidung vor dem Altar, dahinter steht ein Soldat in schwerer Rüstung und legt ihm eine Hand auf die Schulter. In einer zweiten Szene rechts ist Mattatias zu sehen, wie er den Opferwilligen tötet.

III. Propheten
1. Jesaja. Jes 26,19-20+56 EU Westwand, mittlere Zone, Bildfeld linker Flügel, unterhalb von Mose, der die Gesetzestafeln erhält. Der frontalstehende Mann mit weißen Haaren ist mit einem Chiton und einem Himation bekleidet.
2. Jeremia. Jer 31,31 EU und 2 Makk 2,2-4 EU Westwand, mittlere Zone, Bildfeld rechter Flügel, unten rechts. Dunkelhaariger Mann in Prophetenmantel. Er hält eine Schriftrolle in den ausgestreckten Händen, ohne darin zu lesen.
3. Ezechiel im Tal der verdorrten Gebeine. Hes 37,1-10 EU Nordwand, untere Zone, links. Das Bildfeld füllt etwa zwei Drittel der Nordwand. Die Erzählung beginnt von links, der jeweils frontal stehende Ezechiel taucht sechsmal auf, davon viermal in einem persischen Gewand.
4. Belsazars Festmahl. Dan 5,1- EU Ostwand, untere Zone, rechts. Schlecht erkennbar und nur geringe Reste erhalten. Es zeigt möglicherweise eine liegende Person auf einer Couch.

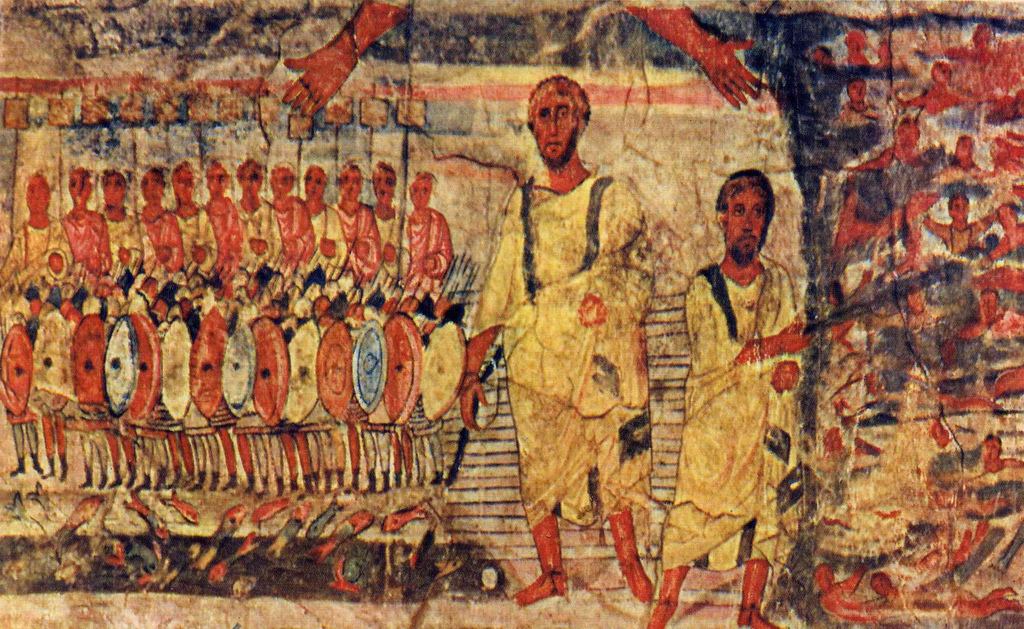
Durchquerung des Roten Meeres (I. 6)
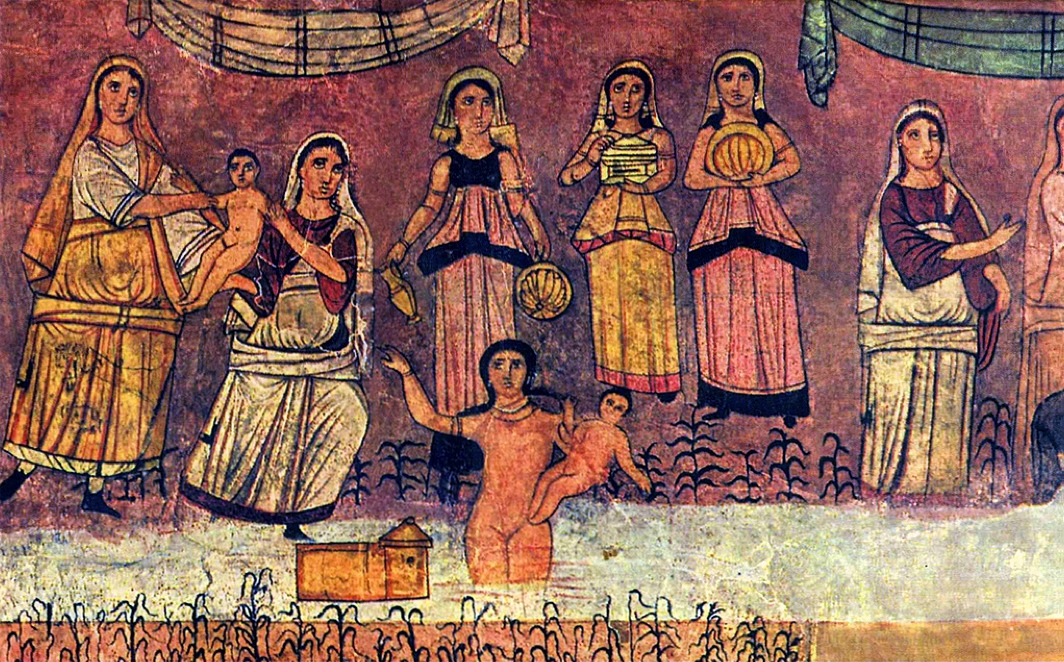
Mose Geburt und Bewahrung. Linke Hälfte (I. 4)
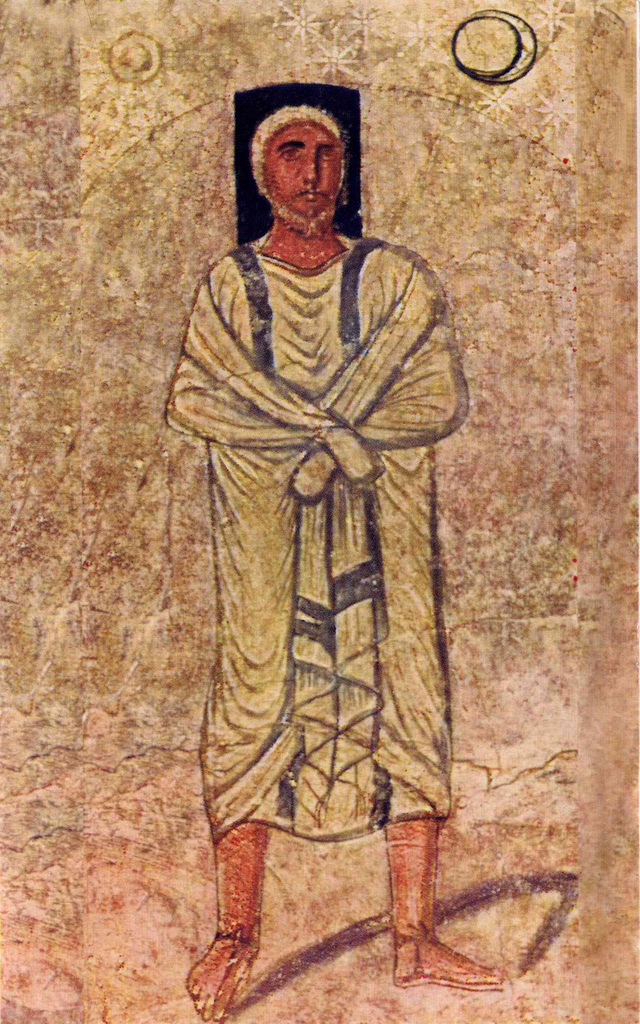
Jesaja (III. 1)
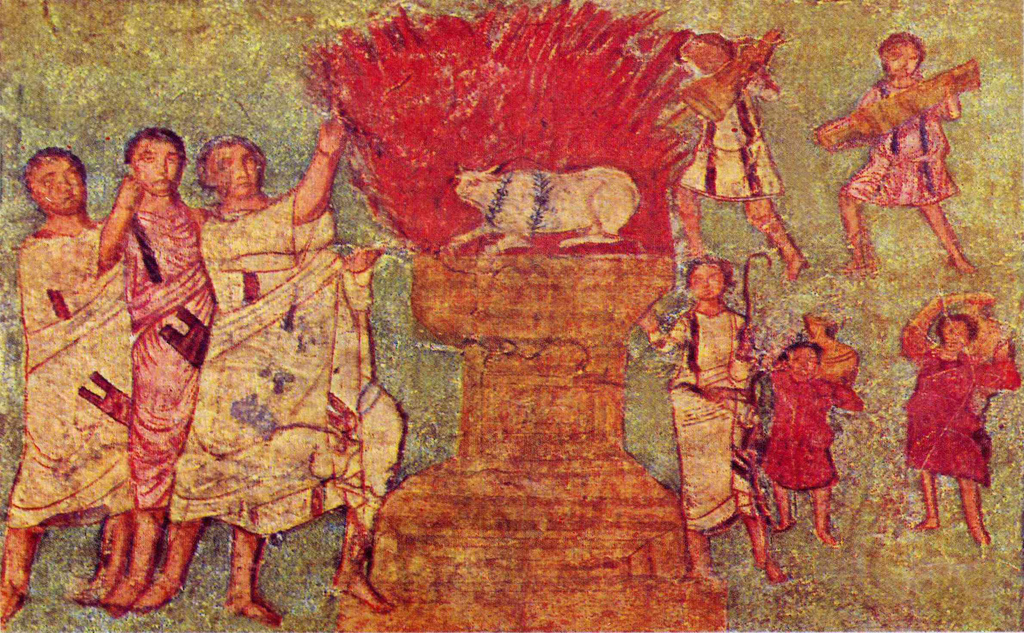
Elijas Opfer auf dem Berg Karmel (II. 14)